# Jüdischer Friedhof (Pořejov)
Koordinaten: 49° 43′ 27″ N, 12° 35′ 31″ O

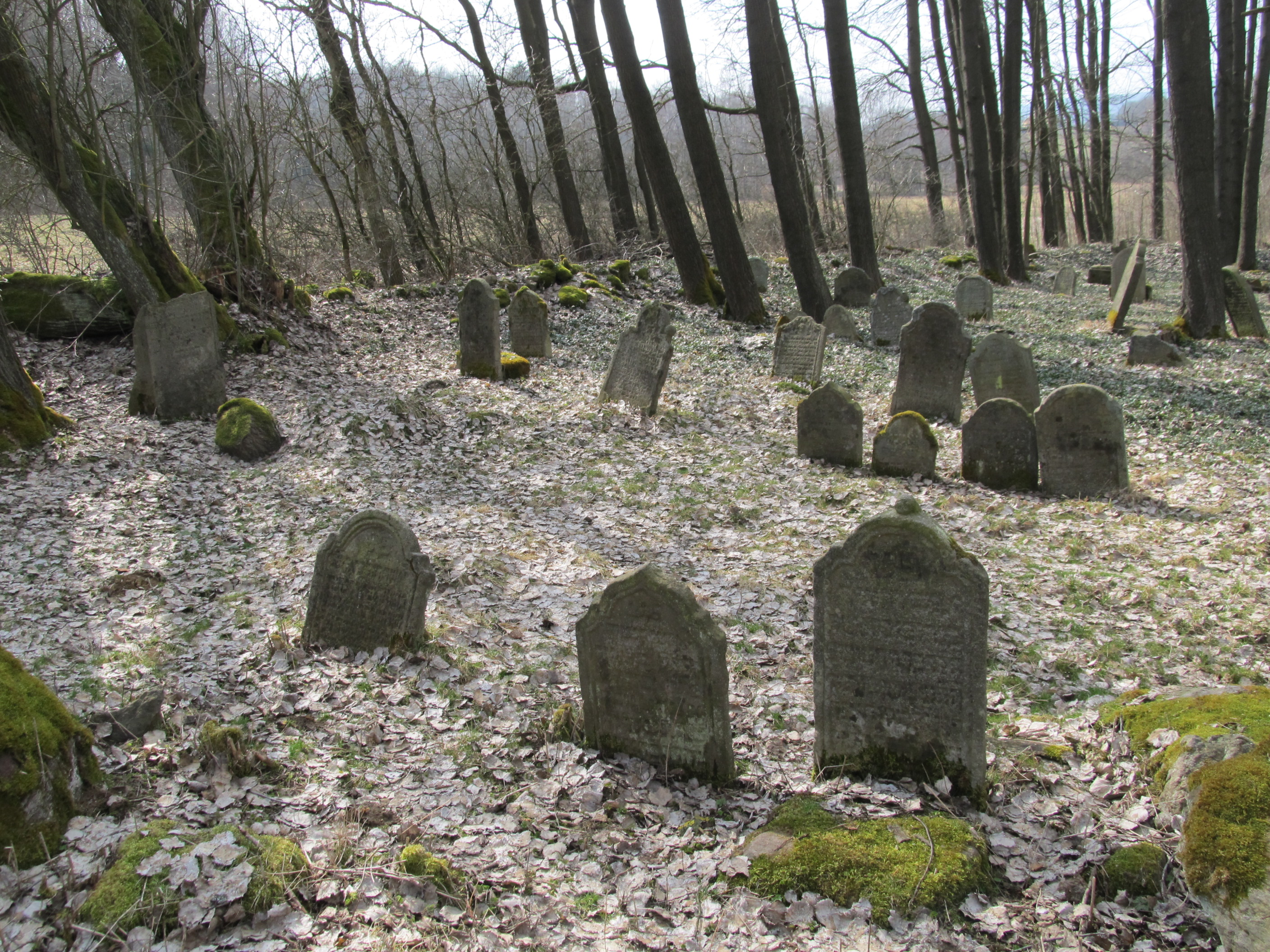
Jüdischer Friedhof in Pořejov

Der Jüdische Friedhof in Pořejov (deutsch Purschau), einer heutigen Wüstung in der Gemeinde Hošťka im Okres Tachov in Tschechien, wurde im 18. Jahrhundert errichtet. Der jüdische Friedhof ist seit 2002 ein geschütztes Kulturdenkmal.